# Ранг (статистика)
Ранг элемента {\displaystyle x_{i}} — это его порядковый номер в вариационном ряду.
Значение {\displaystyle r_{i}} называется рангом элемента выборки {\displaystyle x_{i}}, если {\displaystyle x_{i}=x^{(r_{i})}}. Другими словами, ранг элемента — это число элементов выборки, меньших или равных этому элементу.
Ранг {\displaystyle r_{i}} элемента {\displaystyle x_{i}} выборки размером {\displaystyle n} при помощи функции единичного скачка {\displaystyle u(x)} или знаковой функции можно представить следующим образом:
{\displaystyle r_{i}=\sum _{k=1}^{n}u(x_{i}-x_{k}),i=1,n}
{\displaystyle r_{i}={\frac {1}{2}}\sum _{k=1}^{n}sgn(x_{i}-x_{k})+{\frac {n}{2}},i=1,n}
Ранги являются знаковыми статистиками от разностей выборочных значений.